# Vũ Đinh
Vũ Đinh (chữ Hán: 武丁, trị vì: 1324 TCN – 1266 TCN, tuy nhiên Hạ Thương Chu đoạn đại công trình lại xác định khoảng thời gian trị vì của ông là từ năm 1250 TCN tới năm 1192 TCN, tức là muộn hơn 74 năm) là vua thứ 22 nhà Thương trong lịch sử Trung Quốc. Biên niên sử của triều đại nhà Thương biên soạn bởi các sử gia sau này chỉ được nghĩ là truyền thuyết cho đến khi giáp cốt văn khắc trên xương có niên đại từ triều đại của ông được khai quật từ tàn tích của kinh đô nhà Thương là Ân Khư (gần An Dương hiện đại) vào năm 1899 .

## Thân thế
Vũ Đinh là con của Tiểu Ất - vua thứ 21 nhà Thương. Trong năm thứ sáu Tiểu Ất, ông được lệnh đến sống ở tại đất Hà (河) và học tập tại Cam Bàn. Những năm đầu sống cùng những người dân bình thường cho phép ông quen thuộc với vấn đề hàng ngày của họ.
Khoảng năm 1325 TCN, Tiểu Ất qua đời, Vũ Đinh lên nối ngôi.

## Cai trị
Vũ Đinh rất quan tâm đến việc chấn hưng nhà Thương, trong 3 năm giao hết quyền hành cho các tướng điều hành việc triều chính, còn bản thân mình tập trung suy nghĩ chính sự.
Một hôm ông nằm mơ gặp một người tên là Duyệt, bèn hỏi các đại thần nhưng không ai biết người này. Ông bèn tự mình đi tìm. Khi đến đất Phó, nghe nói có người tên là Duyệt đang phạm tội, phải đi lao động đắp đường ở chỗ hiểm trở. Vũ Đinh bèn sai triệu Duyệt đến. Khi Duyệt đến thì Vũ Đinh thấy đúng là người gặp trong mộng, nên rất mừng, triệu vào nói chuyện. Qua tiếp xúc, ông thấy Duyệt là người tài, bèn tha tội đưa về triều phong làm tướng và lấy đất Phó làm họ và ban cho Duyệt nên từ đó mọi người gọi là Phó Duyệt.
Vũ Đinh dùng Phó Duyệt làm tướng quản lý triều đình, lại nghe theo lời khuyên của đại thần Tổ Kỷ về việc coi trọng chính sự. Từ đó nhà Thương lại hưng thịnh và được sự tuân phục của chư hầu.
Ông thúc đẩy sự trung thành của các bộ lạc lân cận bằng cách kết hôn với một phụ nữ từ mỗi tộc. Phi tần được yêu mến nhất của ông là Phụ Hảo bước vào gia đình hoàng gia thông qua kiểu hôn nhân này và sử dụng xuất thân từ xã hội nô lệ bán mẫu hệ để nâng cao địa vị xã hội của mình và thông qua các cấp bậc quân đội và tư tế 
Trong những năm 25 sau khi lên ngôi, con trai của ông là Tổ Kỷ chết tại một vùng xa xôi sau khi bị lưu đày. Mẹ ông cũng qua đời trước đó.
Trong năm thứ 29, ông tiến hành nghi lễ vinh danh tổ tiên Thành Thang, vị vua đầu tiên của triều đại nhà Thương, tại đền thờ hoàng gia. Tức giận bởi sự hiện diện của một con gà hoang đứng trên một trong đỉnh đồng nghi lễ, ông lên án các chư hầu của mình và đã viết một bài viết gọi là Cao Tông dung nhật (chữ Hán: 高宗肜日).
Trong năm thứ 32, ông đưa quân đến Quỷ Phương và sau ba năm chiến đấu thì chinh phục được. Các tộc Đê và Khương lập tức gửi phái viên đến Thương để đàm phán. Quân đội của ông cũng chinh phục Đại Bành trong năm thứ 43 và Ngư Vi trong năm thứ 50.
Khoảng năm 1266 TCN, ông qua đời, ở ngôi tất cả 59 năm, được tôn miếu hiệu là Cao Tông. Con Vũ Đinh là Tổ Canh lên nối ngôi.
Giáp cốt văn khai quật tại Ân Khư ghi ông là vua thứ 21 của nhà Thương .
Nước Quyền được thành lập bởi hậu duệ của ông là Tử Nguyên, còn gọi là Quyền Văn Đinh ở khu vực mà nay là trấn Mã Lương thuộc Kinh Môn, Hồ Bắc